# Walls (album de Louis Tomlinson)
Pour les articles homonymes, voir Walls.
Walls est le premier album du chanteur anglais Louis Tomlinson prévu le 31 janvier 2020 sous les labels, 78 productions, Sony Music et Syco Music.

## Contexte
En réalisant l'album, Tomlinson a déclaré « J'ai passé beaucoup de temps sur cet album et je n'ai pas pu m'empêcher d'avoir envie des singles "à succès" surtout après un début de carrière dans la musique pop ». Il commence sa carrière solo avec les titres Just Hold On et Back to You, influencés par la musique électro. Après la mort de sa mère et de sa sœur, et avoir réfléchi à ce qu'il voulait, le chanteur a décidé « peut-être que je devrais commencer par ce que j'aime et travailler à partir de là ». Dans une interview pour le magazine Billboard, Louis Tomlinson confie « l'album est honnête et fait réfléchir à une rupture. Quand les fans auront écouté l'album, ils verront une face différente du chanteur ».
Il remercie également les fans pour leur patience dans une vidéo et se dit soulagé que l'album sorte.

## Liste des chansons
| Walls | Walls                         | Walls                                                                     | Walls                                                | Walls | Walls | Walls | Walls | Walls | Walls |
| No    | Titre                         | Auteur                                                                    | Producteur(s)                                        | Durée |       |       |       |       |       |
| ----- | ----------------------------- | ------------------------------------------------------------------------- | ---------------------------------------------------- | ----- | ----- | ----- | ----- | ----- | ----- |
| 1.    | Kill My Mind                  | Louis Tomlinson, Sean Douglas, Jamie Hartman                              | Hartman                                              | 3:40  |       |       |       |       |       |
| 2.    | Don't Let It Break Your Heart | Tomlinson, Stuart Crichton, Cole Citrenbaum, James Newman, Stephen Wrabel | Crichton, Steve Mac                                  | 3:24  |       |       |       |       |       |
| 3.    | Two of Us                     | Tomlinson, Bryn Christopher, Andrew Jackson, Duck Blackwell               | Dan Priddy, Mark Crew                                | 3:37  |       |       |       |       |       |
| 4.    | We Made It                    | Tomlinson, Levi Lennox, Julian Bunetta, John Ryan II, Amish "ADP" Patel   | Lennox, Bunetta, John Ryan, ADP, Dan Grech-Marguerat | 3:21  |       |       |       |       |       |
| 5.    | Too young                     | Jamie Alexander Hartman, Jacob Manson, John Mitchell                      | Franck E, Danny Majic                                | 3:49  |       |       |       |       |       |
| 6.    | Walls                         | Tomlinson, Noel Gallagher                                                 | Hartman                                              | 3:50  |       |       |       |       |       |
| 7.    | Habit                         | Tomlinson, Iain James, Wayne Hector, Steve Robson                         | Robson                                               | 3:04  |       |       |       |       |       |
| 8.    | Always You                    | Tomlinson, Matthew Burns, Jason Reeves, Ali Tamposi, Andrew Watt          | Watt, Burns                                          | 3:08  |       |       |       |       |       |
| 9.    | Fearless                      | Tomlinson, Hartman, Ed Drewett, Yei Gonzalez                              | Gonzalez                                             | 3:05  |       |       |       |       |       |
| 10.   | Perfect Now                   | Tomlinson, Hector, Jamie Scott, Johan Carlsson                            | Scott, Carlson                                       | 3:07  |       |       |       |       |       |
| 11.   | Defenceless                   | Tomlinson, Douglas, Joe Janiak                                            | Janiak                                               | 3:44  |       |       |       |       |       |
| 12.   | Only the Brave                | Jackson, Blackwell                                                        | Jackson, Blackwell                                   | 1:44  |       |       |       |       |       |
| 39:33 |                               |                                                                           |                                                      |       |       |       |       |       |       |